# Mistrzostwa Polski w Badmintonie 1997
33. Mistrzostwa Polski w Badmintonie 1997 odbyły się w dniach 30 stycznia - 1 lutego 1997 w Głubczycach

## Medaliści
| Konkurencja:            | Złoto:                                                                   | Srebro:                                                              | Brąz: |
| gra pojedyncza kobiet   | Katarzyna Krasowska (Technik Głubczyce)                                  | Dorota Grzejdak (Pobrzeże Koszalin)                                  | Sylwia Bochat (Zremb Solec Kuj.) Barbara Kulanty (Ruch Piotrków Tryb.)                                                                       |
| gra pojedyncza mężczyzn | Jacek Niedźwiedzki (SKB Suwałki)                                         | Dariusz Zięba (Polonez Warszawa)                                     | Michał Łogosz (Bizon Płock) Marcin Zejmowicz (Ruch Piotrków Tryb.)                                                                           |
| gra podwójna kobiet     | Dorota Borek (Technik Głubczyce) Katarzyna Krasowska (Technik Głubczyce) | Bożena Haracz (AZS PŚ Gliwice) Beata Syta (Polonez Warszawa)         | Monika Bieńkowska (Bizon Płock) Katarzyna Boczek (Bizon Płock) Kinga Rudolf (Kolejarz Częstochowa) Agata Stelmaszczyk (Kolejarz Częstochowa) |
| gra podwójna mężczyzn   | Jerzy Dołhan (Technik Głubczyce) Damian Pławecki (Technik Głubczyce)     | Robert Mateusiak (Polonez Warszawa) Dariusz Zięba (Polonez Warszawa) | Zbigniew Serwetnicki (Technik Głubczyce) Przemysław Wacha (Technik Głubczyce) Michał Cybulski (Bizon Płock) Robert Kowalczyk (Bizon Płock)   |
| gra mieszana            | Damian Pławecki(Technik Głubczyce) Dorota Borek (Technik Głubczyce)      | Jerzy Dołhan (Technik Głubczyce) Bożena Haracz (AZS PŚ Gliwice)      | Robert Mateusiak (Polonez Warszawa) Sylwia Rutkiewicz (Polonez Warszawa) Michał Łogosz (Bizon Płock) Monika Bieńkowska (Bizon Płock)         |